# EPrix de Londres
Le ePrix de Londres est une épreuve comptant pour le Championnat du monde de Formule E. Elle a lieu pour la première fois le 27 juin 2015 sur le circuit de Battersea Park et pour la dernière fois le 3 juillet 2016. Elle revient en 2020 sur le circuit d'ExCeL London. Mais cependant, le 1er mai 2020, l’édition prévue est annulée en raison de la pandémie du coronavirus. Depuis 2021, l'ePrix de Londres conclue le saisons avec deux manches à la fin du mois de Juillet sur le Circuit d'ExCeL London.

## Historique

Circuit de 2015 et 2016, autour du Battersea Park.

Le ePrix de Londres a la particularité de compter comme une double manche pour le championnat, avec une course le samedi et une autre le dimanche, chacune avec sa propre séance de qualification. En 2015, les courses sont remportées par Sébastien Buemi et Sam Bird, et Nelsinho Piquet devient champion du monde à l'issue de la seconde course.
En 2016, les deux courses sont remportées par Nicolas Prost et Sébastien Buemi devient champion du monde malgré un accrochage avec son rival Lucas di Grassi pour l'attribution du titre. Il disparaît du calendrier en 2017.
En 2019, la Formule E annonce le retour du ePrix dans la capitale britannique pour la sixième saison, la course aura lieu sur un ancien dock et autour du ExCeL London, la course aura aussi lieu en double manche. Mais elle fit annulée en raison de la pandémie du coronavirus.

## Les circuits

### Circuit du Battersea Park
Le ePrix de Londres est disputé sur le circuit de Battersea Park, de 2,95 kilomètres de développement. Le tracé, qui fait le tour du Battersea Park, est très étroit, bosselé, encombré par des feuilles mortes et très ombragé. Notamment critiqué par Alain Prost, la piste est légèrement modifiée entre les deux courses de 2015.

### ExCeL London
À partir de 2020, l’ePrix de Londres est disputé sur le circuit d'ExCeL London. Ce circuit est long de 2,4 km kilomètres se situant sur un ancien dock et autour du centre ExCeL London. Depuis 2023, le circuit est légèrement modifié au niveau des virages 16, 17 et 18 portant la longueur du circuit à 2,086 km et 20 virages.

## Palmarès
| Année | Vainqueur       | Écurie                           | Circuit                   | Résultats      | Date            |
| ----- | --------------- | -------------------------------- | ------------------------- | -------------- | --------------- |
| 2015  | Sébastien Buemi | e.dams-Renault                   | Circuit de Battersea Park | Résumé         | 27 juin 2015    |
| 2015  | Sam Bird        | Virgin Racing                    | Circuit de Battersea Park | Résumé         | 28 juin 2015    |
| 2016  | Nicolas Prost   | Renault e.Dams                   | Circuit de Battersea Park | Résumé         | 2 juillet 2016  |
| 2016  | Nicolas Prost   | Renault e.Dams                   | Circuit de Battersea Park | Résumé         | 3 juillet 2016  |
| 2020  | Course annulée  | Course annulée                   | Course annulée            | Course annulée | Course annulée  |
| 2021  | Jake Dennis     | BMW i Andretti Motorsport        | Circuit d'ExCeL London    | Résumé         | 24 juillet 2021 |
| 2021  | Alex Lynn       | Mahindra Racing                  | Circuit d'ExCeL London    | Résumé         | 25 juillet 2021 |
| 2022  | Jake Dennis     | Avalanche Andretti Formula E     | Circuit d'ExCeL London    | Résumé         | 30 juillet 2022 |
| 2022  | Lucas Di Grassi | Rokit Venturi Racing             | Circuit d'ExCeL London    | Résumé         | 31 juillet 2022 |
| 2023  | Mitch Evans     | Jaguar TCS Racing                | Circuit d'ExCeL London    | Résumé         | 29 juillet 2023 |
| 2023  | Nick Cassidy    | Envision Racing                  | Circuit d'ExCeL London    | Résumé         | 30 juillet 2023 |
| 2024  | Pascal Wehrlein | TAG Heuer Porsche Formula E Team | Circuit d'ExCeL London    | Résumé         | 20 juillet 2024 |
| 2024  | Oliver Rowland  | Nissan Formula E Team            | Circuit d'ExCeL London    | Résumé         | 21 juillet 2024 |

## Classements par nombre de victoires

### Pilotes
| Nombre de victoires | Pilote          | Années                |
| ------------------- | --------------- | --------------------- |
| 2 victoires         | Nicolas Prost   | 2016 (R1) , 2016 (R2) |
| 2 victoires         | Jake Dennis     | 2021 (R1), 2022 (R1)  |
| 1 victoires         | Sébastien Buemi | 2015 (R1)             |
| 1 victoires         | Sam Bird        | 2015 (R2)             |
| 1 victoires         | Alex Lynn       | 2021 (R2)             |
| 1 victoires         | Lucas Di Grassi | 2022 (R2)             |
| 1 victoires         | Mitch Evans     | 2023 (R1)             |
| 1 victoires         | Nick Cassidy    | 2023 (R2)             |
| 1 victoires         | Pascal Wehrlein | 2024 (R1)             |
| 1 victoires         | Oliver Rowland  | 2024 (R2)             |

### Écuries
| Nombre de victoires | Écurie                           | Années                          |
| ------------------- | -------------------------------- | ------------------------------- |
| 3 victoires         | e.dams-Renault                   | 2015 (R1), 2016 (R1), 2016 (R2) |
| 2 victoires         | Andretti Formula E Team          | 2021 (R1) , 2022 (R1)           |
| 1 victoires         | Virgin Racing                    | 2015 (R2)                       |
| 1 victoires         | Mahindra Racing                  | 2021 (R2)                       |
| 1 victoires         | Rokit Venturi Racing             | 2022 (R2)                       |
| 1 victoires         | Jaguar TCS Racing                | 2023 (R1)                       |
| 1 victoires         | Envision Racing                  | 2023 (R2)                       |
| 1 victoires         | TAG Heuer Porsche Formula E Team | 2024 (R1)                       |
| 1 victoires         | Nissan Formula E Team            | 2024 (R2)                       |